# Ізток Пуц
Ізток Пуц  (хорв. Iztok Puc, 14 вересня 1966 — 20 жовтня 2011) — словенський гандболіст, який виступав за Югославію, Хорватію та Словенію, олімпійський чемпіон.

## Виступи на Олімпіадах
| Олімпіада    | Дисципліна | Місце |
| ------------ | ---------- | ----- |
| Сеул 1988    | гандбол    | 3     |
| Атланта 1996 | гандбол    | 1     |
| Сідней 2000  | гандбол    | 8     |